# Bernabé apóstol
Bernabé (en griego antiguo: Βαρναβᾶς; en arameo: בַּר נְבָא‎) fue un misionero de origen judío mencionado en el Nuevo Testamento. La Sagrada Escritura lo presenta como un apóstol originario de la isla de Chipre, miembro de la tribu de Leví. Vivió durante el siglo I.

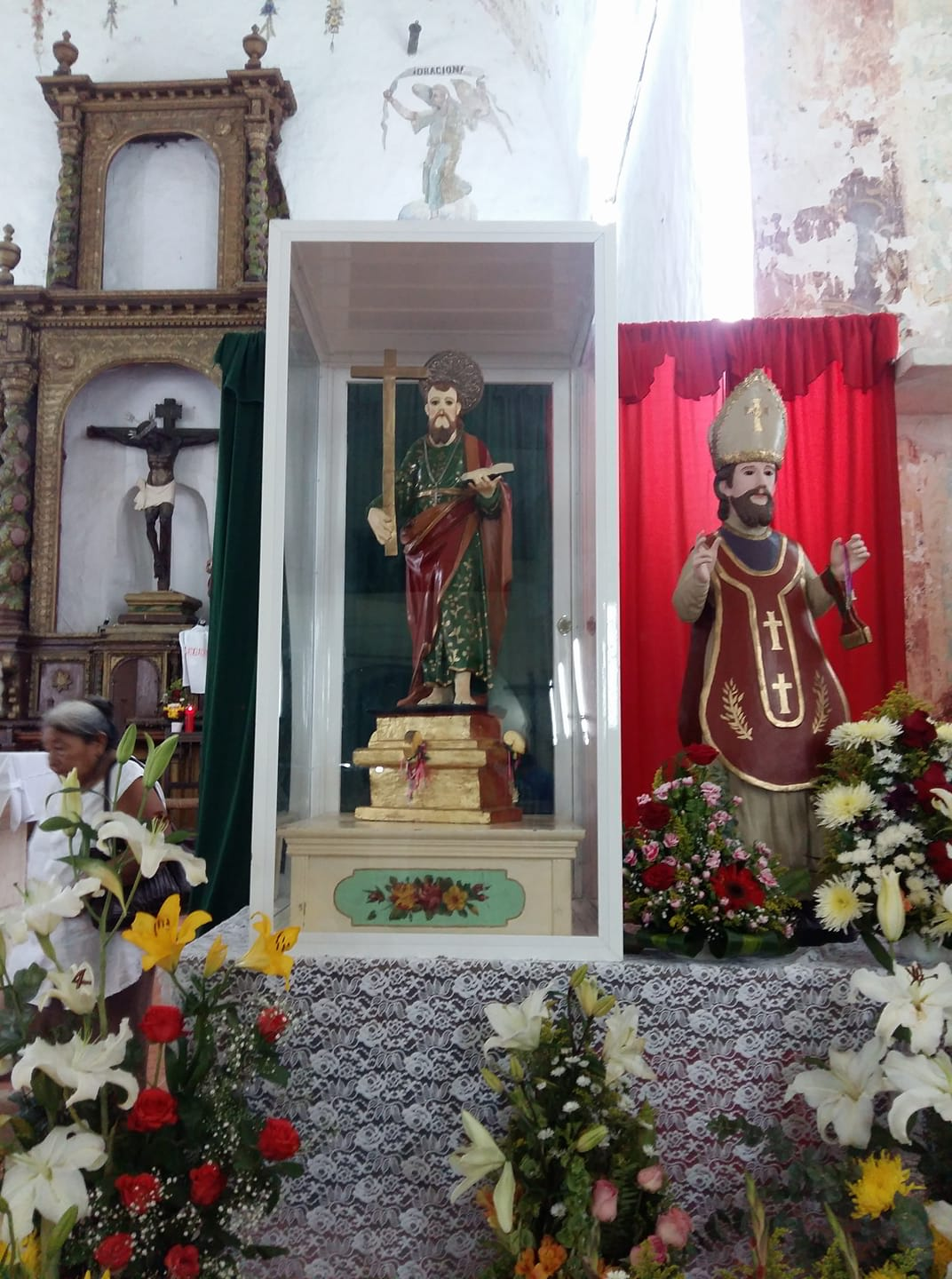
Patrono del municipio de Ixil, Yucatán, México.

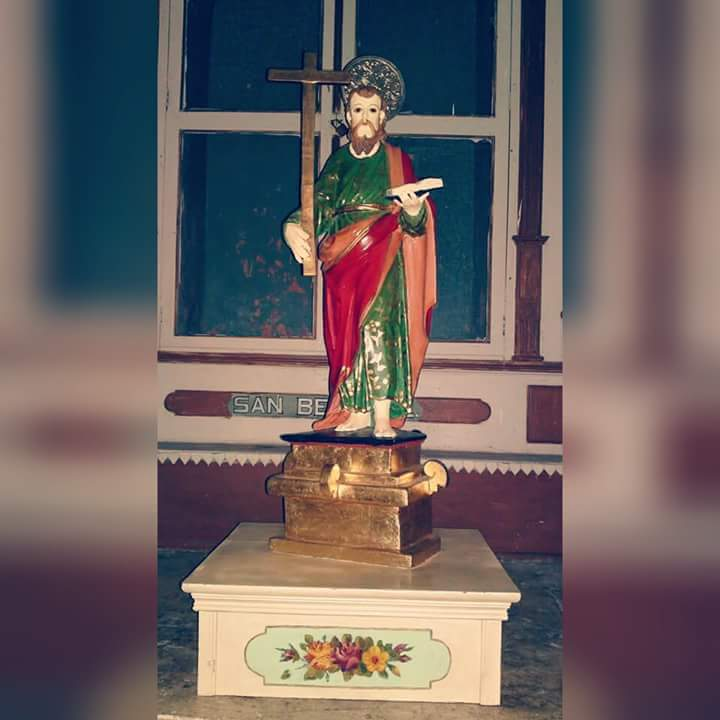
Imagen captada en la Iglesia San Bernabé Apóstol del municipio de Ixil, Yucatán, México.

## Orígenes
Su nombre original era José y los apóstoles lo cambiaron por Bernabé (Hechos 4:36), que significa Hijo de la Exhortación.
Los Hechos de los Apóstoles afirman, en el capítulo 4 versículos 34 a 37, que Bernabé vendió su finca, y el producto que de ella obtuvo, lo entregó a los apóstoles para distribuir entre los pobres. 
Fue un gran colaborador de San Pablo, quien a su regreso a Jerusalén tres años después de su conversión recibió de Bernabé apoyo ante los demás apóstoles, así como intercesión para obtener la aceptación del resto de los apóstoles de Jerusalén a su ministerio (Hechos 9:27).
No se encuentra entre los doce elegidos por Jesucristo, pero probablemente fue uno de los setenta discípulos mencionados en el Evangelio. Bernabé es considerado apóstol por los primeros Padres de la Iglesia.
Los Apóstoles lo apreciaban mucho por ser "un buen hombre, lleno de fe y del Espíritu Santo" (Hechos 11:24), por eso lo eligieron para la evangelización de Antioquía. Con sus prédicas aumentaron los conversos (Hechos 11:24).

## Labor con Pablo

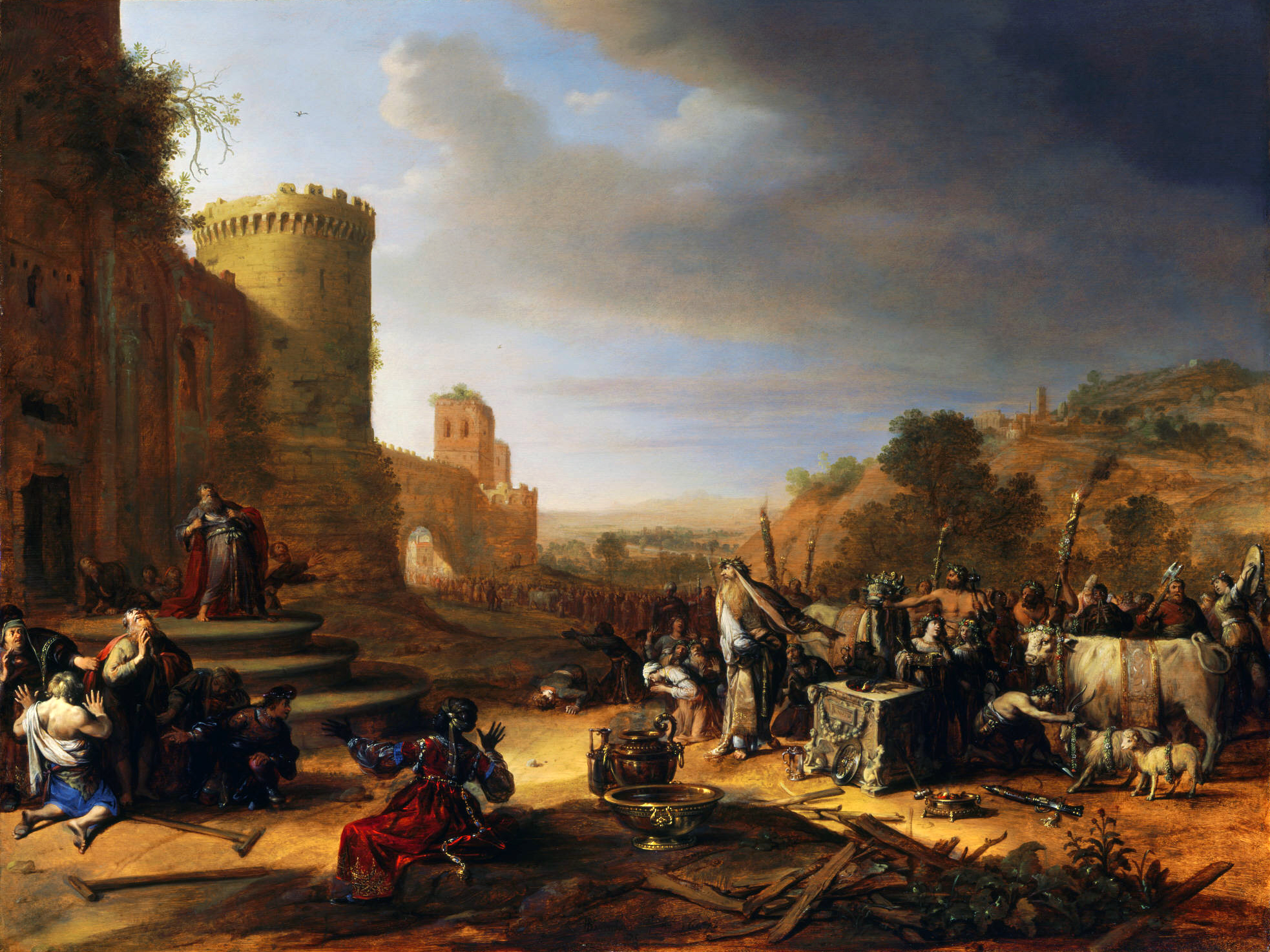
Los santos Pablo y Bernabé en Listra, óleo de Bartholomeus Breenbergh (1637).

Se fue a Tarso y se asoció con San Pablo. Regresaron a Antioquía, donde permanecieron por un año enseñando (Hechos 11:25-26). Antioquía se convirtió en gran centro de evangelización y donde por primera vez se le llamó cristianos a los seguidores de la doctrina de Cristo.
Volvieron a Jerusalén enviados por los cristianos de la floreciente iglesia de Antioquía, con una colecta para los que estaban pasando hambre en Judea (Hechos 11:27-30).
El Espíritu Santo habló por medio de los maestros y profetas que adoraban a Dios: "Separad a Pablo y Bernabé, para una tarea que les tengo asignada en movilidad" (Hechos 13:1,2).
Después de ayuno y oración, Pablo y Bernabé recibieron la misión y la imposición de manos (Hechos 13:3). Partieron acompañados de Juan Marcos, futuro evangelista, que era hijo de María del Cenáculo (Hechos 12:12) y primo de Bernabé, (Colosenses 4:10). Los tres fueron a predicar a otros lugares, entre estos Chipre, la patria de Bernabé. Allí convirtieron al procónsul romano Sergio Paulo, y a Saulo se le nombra por primera vez, en la Biblia, como Pablo en razón de que estando en un ambiente grecorromano, usa su nombre Romano (Hechos 13:9-20).
Fueron luego a Perga, en Panfilia, donde se inició el más peligroso viaje misionero. Juan Marcos no estaba muy decidido y les abandonó, regresando solo a Jerusalén. Luego prosiguieron su viaje misionero por las ciudades y naciones del Asia Menor.
En Iconio, capital de Licaonia, estuvieron a punto de morir apedreados por la multitud. Se refugiaron en Listra, donde el Señor, por medio de San Pablo, curó milagrosamente a un paralítico y por esa razón los habitantes paganos dijeron que los dioses los habían visitado, haciendo lo imposible evitaron que la población ofreciera sacrificios en honor a ellos y por eso se pasaron al  otro extremo y lanzaron piedras contra San Pablo y lo dejaron maltrecho (Hechos 14:19-20).
Tras una breve estancia en Derbe, donde muchos se convirtieron (Hechos 14:21), los dos Apóstoles volvieron a las ciudades que habían visitado previamente, para confirmar a los convertidos y para ordenar presbíteros. Recordaban que "es necesario pasar por muchas tribulaciones para entrar en el Reino de Dios" (Hechos 14, 22). Después de completar la primera misión regresaron a Antioquía de Siria.

## Controversia y Concilio de Jerusalén
Días después, algunos de los judíos cristianos, contrarios a las opiniones de Pablo y Bernabé, comenzaron a exigir que los nuevos cristianos procedentes del paganismo, aparte de ser bautizados, fueran circuncidados. A raíz de eso, se convocó el Concilio de Jerusalén, donde participaron Pablo, Bernabé y Tito (Gálatas 2 y Hechos, capítulos 13 al 15). Se declaró entonces que los gentiles convertidos estaban exentos del deber de la circuncisión.
No obstante el problema no se zanjó del todo, porque seguía habiendo muchos cristianos de Jerusalén que mantenían el pudor por guardar las normas de pureza de la Ley. Así, sabemos por Gálatas (2, 11-13) que unos representantes de Santiago llegaron a Antioquía y se escandalizaron de ver a judíos y paganos comer juntos en las comunidades; de resultas de esto, Pedro y muchos más comenzaron a practicar la separación ritual, y arrastraron finalmente a esta actitud al propio Bernabé, lo que parece que dolió especialmente a Pablo, quien se enfrentó a Pedro en público por su debilidad.

## Posterior actividad misionera
Ante el segundo viaje misionero, surgió un conflicto abierto entre Pablo y Bernabé. Bernabé quería llevar a su sobrino Juan Marcos, y Pablo se oponía porque les había abandonado en mitad del primer viaje (por miedo a tantas dificultades). Por ello decidieron separarse. San Pablo se fue a su proyectado viaje con Silas, y Bernabé partió a Chipre con Marcos. Dado que Hechos no menciona en absoluto el incidente del que habla Pablo en Gálatas, solo podemos intuir que entre Pablo y Bernabé ya se había producido un cierto distanciamiento previo.
De todas maneras Pablo, mucho más tarde, menciona de manera amistosa la actividad misionera de Bernabé (1 Corintios 9:5-6), informándonos indirectamente de que, al igual que Pablo, trabajaba por su propio sustento para no ser una carga para las comunidades: se deduce de ello que Bernabé aún estaba activo por los años 54-57. Posteriormente, Pablo incluirá en su círculo de colaboradores al denostado Marcos (2 Timoteo 4:11), mencionándole mientras estaba preso (Filemón 1: 24), de lo cual podríamos deducir (si es verdad que se trata del mismo Juan Marcos, porque hay autores que dudan de ello) que Bernabé ya habría fallecido por aquella altura.

## Martirio
Algunas tradiciones tardías y algunos apócrifos (como el libro de los Hechos de Bernabé) hablan de que acompañó al apóstol Pedro en su viaje a Roma, y después fundó la comunidad de Milán. Otras más hablan de su martirio, hacia el año 70, en Salamina, en la isla de Chipre, por mano de los judíos de la diáspora, que lo lapidaron.
La realidad es que todo lo que se sabe con seguridad sobre Bernabé, son los escasos datos que se nos da sobre él en el Nuevo Testamento.

## Patronazgos y supuesta actividad como autor
Bernabé es venerado en Chipre como el fundador de la Iglesia local y su primer obispo, siendo el santo patrono de la isla. También en Milán se considera a Bernabé el fundador de la iglesia local, así como su primer obispo. En España, entre otras muchas localidades, es el patrono de la ciudad de Logroño. Y también es el patrón y Alcalde Perpetuo de la localidad de Marbella, (Málaga) venerado todos los 11 de junio, día de su festividad.En la isla de Tenerife, San Bernabé fue invocado en épocas históricas como patrono y protector de los campos de la isla frente a la sequía, conjuntamente con San Benito de Nursia.
Tertuliano afirma que fue Bernabé quien escribió la Epístola a los Hebreos. También lleva su nombre una apócrifa Epístola de Bernabé, cuyo lugar de composición más probable es Alejandría. Finalmente, se han conservado sólo un par de fragmentos de un apócrifo Evangelio de Bernabé.